# Departamento de Vallée-du-Ntem
Vallée-du-Ntem es un departamento de la región Sur de Camerún. En noviembre de 2005 tenía una población censada de 79 182 habitantes.
Está formado por los siguientes municipios:
- Ambam 41,089
- Kyé-Ossi 17,117
- Ma'an 12,448
- Olamze 8,528